# Армянская епархия Юга России
Армянская епархия юга России — епархия Первопрестольного Святого Эчмиадзина, одно из двух канонических руководящих государств в России, вместе с Российской и Ново-Нахичеванской епархией. Юрисдикция епархии распространяется на юг страны (армянские общины Краснодарского и Ставропольского краёв, а также Адыгеи, Кабардино-Балкарии, Карачаево-Черкесии, Северной Осетии, Чечни и Дагестана) и Абхазию (официально территория последней относится к Грузинской епархии).
Главой епархии является церковь Святого Ованеса Евангелиста в Краснодаре. Архиепископ Мовсес Мовсесян возглавляет епархию с 2001 года.

## История
На юге нынешней Российской Федерации, широко известном как «Северный Кавказ», армяне поселились еще в средние века. Наиболее регулированные армянские общины возникли в результате экспансионистской политики Российской империи, когда Петр Великий, императрица Екатерина и другие расширили границы государства на юг и стремились заселить в них христианское население. Из-за этого поощрялась миграция армян из Крыма, Польши и Украины, Румынии и Молдавии, а также персидских и турецких подданных на Северный Кавказ, которая началась в XVIII веке и усилилась в XIX веке.

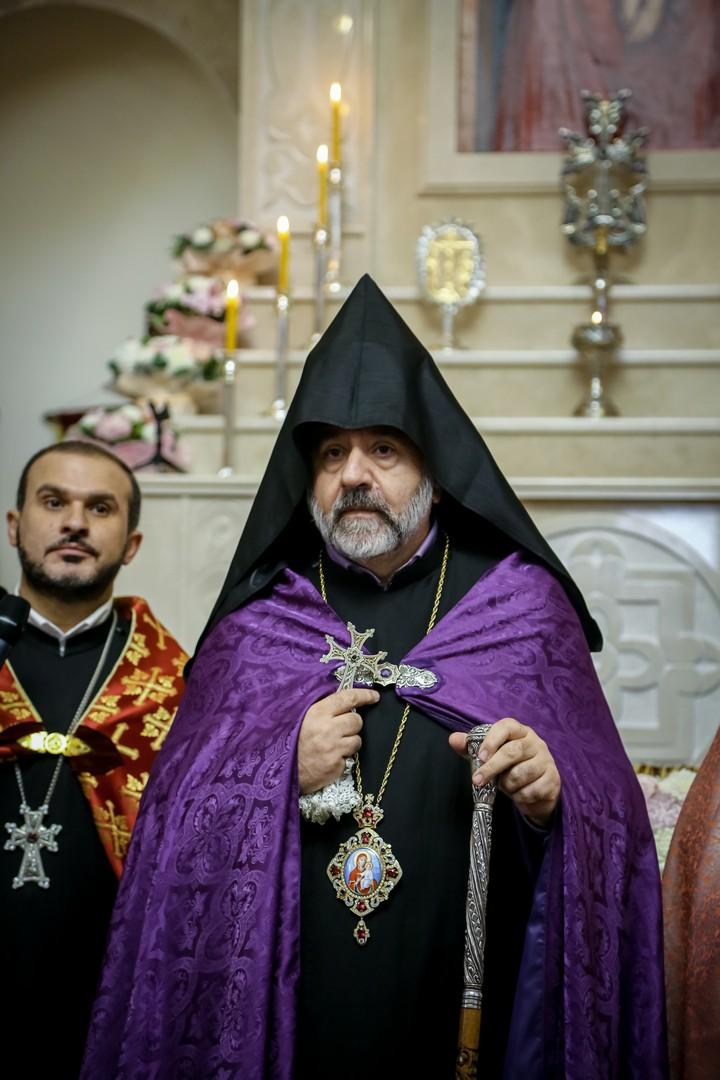
Архиепископ Мовсес (Мовсесян) в храме Георгия Просветителя в Ставрополе

В целях оживления духовной и культурной жизни на юге России по инициативе Первопрестольного Святого Эчмиадзина и с разрешения российских властей были основаны две епархии: Астраханская на севере Каспийского моря (1717 г., с центром в церкви Пресвятой Богородицы) и Бессарабия на севере Черного моря (1812, с центром в церкви пресвятой Богородицы). В 1830 году последняя была переименована в «Бессарабскую и Ново-Нахичеваньскую епархию», а через некоторое время ее центр был перенесен в современный Ростов-на-Дону, армянскую колонию Новой Нахичевани (с центром в церкви святого Григора Лусаворича). Позднее была учреждена Кизлярская епархия (церковь св. Григория Просветителя), затем также Московская (церковь св. Хач) и Петербургская (церковь св. Екатерины). Таким образом, в конце XIX века на юге России существовало три армянских епархии, располагавшиеся на юге страны (не считая нынешних республик Южного Кавказа).
Большинство церквей Северного Кавказа подчинялись Астраханской, затем Кизлярской епархии. В результате Первой мировой войны, Геноцида армян и Гражданской войны в России произошли эпохальные события. С одной стороны, армянское население Северного Кавказа увеличивается, с другой стороны, коммунистическая пропаганда преследует лидеров армянской церкви. В результате были снесены или уничтожены более трех десятков армяно-российских религиозных сооружений, закрыты армянские школы, существенно ослаблена армянская церковь. Новонахичеванская епархия, переименованная в 1918 году, приняла под свою юрисдикцию церкви Северного Кавказа в 1956 году, а через десять лет Астраханская епархия прекратила свою деятельность. Во всем Советском Союзе, за исключением стран Южного Кавказа, существовала только одна епархия — Новонахичеванская и Российская епархия с центром в Москве.
В 1991 году Указом Католикоса Вазгена I была выделена Армянская епархия Украины. 13 января 1997 года Указом Католикоса Гарегина I Ново-Нахичеванская и Российская епархия была реорганизована на две единицы: Ново-Нахичеванская и Российская (центр - Москва), Армянская епархия юга России (центр - Краснодар). В 1998 году Католикос Гарегин II назначил епископа Езника Петросяна главой Южно-Русской епархии, а в 1999 году его заместителем был назначен Мовсес Мовсесян, настоятель монастыря Святой Рипсиме. Последний в 2001 году стал епархиальным предводителем и епископом, при котором были основаны десятки новых церквей.
В 2009 году 23 сентября с торжественной помпой отпраздновали открытие приходского дома.

## Главы епархии
- 1998—2000 — епископ Езник (Петросян).
- с 2000 года — архиепископ Мовсес (Мовсесян)